# Чохелни
Чохелни (груз. ჩოხელნი) — село в Грузии, на территории Душетского муниципалитета края (мхаре) Мцхета-Мтианети.

## География
Село находится в северо-восточной части Грузии, на правом берегу реки Белая Арагви, на расстоянии приблизительно 34 километров (по прямой) к северу от города Душети, административного центра муниципалитета. Абсолютная высота — 1211 метров над уровнем моря.

## Население
По результатам официальной переписи населения 2014 года постоянное население в Чохелни отсутствовало.
| Год  | Население, человек |
| ---- | ------------------ |
| 2002 | 21                 |
| 2014 | ↘ 0                |